# Último grito
Último grito fue un programa musical de Televisión Española. Emitido entre 1968 y 1970 a través de su segundo canal, denominado entonces coloquialmente «UHF», estaba dedicado a la cultura y la música juvenil siendo el primer espacio de este género en la radiodifusión pública de España.

## Temporadas
La idea del programa surgió desde el propio ente tras una solicitud a Pedro Olea para la creación de un espacio musical pensado para la gente joven. Este contactó con Iván Zulueta director donostiarra de 24 años conocido en los círculos de la Escuela Oficial de Cine.

"Nos planteamos que era bueno que en la televisión hubiera música; música joven, porque había otro tipo de música: música regional, música folclórica, pero no había los grandes éxitos que llegaban de Estados Unidos y que venían arropados con su parte de cultura, de moda, de costumbre... una costumbre diferente. Así que lo más importante de que hubiera música en televisión era que por vez primera se ponía la música joven en televisión."
José María Íñigo (2017) 

El programa, de veinte minutos y rodado en 16mm, se comenzó a emitir el 22 de mayo de 1968 en la UHF, y estuvo en antena dos temporadas. Sus presentadores fueron la actriz estadounidense Judy Stephen, el periodista José María Íñigo, el locutor José Palau y el periodista Nacho Artime.
Durante la primera temporada se emitió semanalmente de mayo a diciembre de 1968 ocupando la parrilla de los miércoles de 22:45 a 23:05, entre Tiempo para creer y Cuestión urgente. La segunda temporada, entre octubre de 1969 y enero del 1970, se emitía los martes de 23:45 a 00:05. En su primera temporada la realización corrió a cargo de Iván Zulueta, con guion y dirección de Pedro Olea. En la segunda no hubo realizador, desempeñando Zulueta las labores de guionista y director, con la colaboración esporádica de Ramón Gómez Redondo y Antonio Drove.

"Es la expresión más cabal, gozosa, eficaz y alegre de televisión moderna que existe en TVE. Desde la rotulación, que puede ser modelo de montaje e intención gráfica, hasta la despedida, Último Grito es un carrusel dinámico, alegre, trepidante y, lo que importa sobre todo, un programa lleno de sugestiones con arreglo a una idea que ha ido superándose en hora buena. Pedro Olea, autor del guion y director, e Iván Zulueta, realizador del programa, han encontrado la fórmula ideal, equilibrada y nada atosigante que expresa aquello que quieren expresar dentro de una línea joven que va desde la raíz del programa a su expresión televisiva, pasando por la naturalidad y suficiencia de sus presentadores, Judy Stephen y José María Íñigo. Hace falta, además, una enorme vocación, constancia y entusiasmo para renovarse cada semana y estar “in” en todo, pese a que —suponemos— la audiencia de Último Grito debe ser mínima por coincidencia en el canal de VHF con Los invasores."
Diario ABC (1968) 

## Estructura
Cada emisión constaba de varias secciones
Ataque a...
En ella Nacho Artime entrevistaba a músicos de la época. Emitida solo durante la primera temporada.
Reportajes
La sección de Reportajes se encargaba de la actualidad cultural y juvenil haciendo más hincapié en que sucedía fuera de España. En ella se trataban temáticas dispares como el cómic, la expresión pop o el surf. 
Cinelandia
En Cinelandia se emitían tráileres paródicos de algunas películas de la época, como el de La Marrullera de Santos Maura (refiriéndose a La Madriguera, de Carlos Saura, emitido el 9 de diciembre de 1969) o Un Lugar Peligroso (sobre el cine de gánsteres, emitido el 8 de enero de 1970). También se emitían reportajes de temas estrictamente cinematográficos, como un homenaje a James Dean, y otras narraciones originales como La cerillera huerfanita contra Papá Noel (sátira sobre Papá Noel y los Reyes Magos, emitida el 30 de diciembre de 1969) o Tienda de discos, rodadas cámara en mano, descuidando la perfección formal en favor de la irreverencia.
33/45
33/45 era la sección musical donde se pormenorizaban las novedades discográficas y se emitían videoclips de producción propia, rodados en cine y en video, de canciones como «Something» y «Get Back» de los Beatles, «Flowers Hat» y «Absolutely Freedom» de Mothers of Invention o temas de Led Zeppelin.

## Recepción
Último grito fue el primer intento (intencionado o no) de Televisión Española de conectar con las nuevas generaciones de jóvenes. Se basó para ello en la cultura anglosajona, creando un novedoso lenguaje televisivo. Pese a las buenas críticas obtenidas y su carácter minoritario, por su duración y cadena, el programa cesó sus emisiones tras la sustitución, en octubre de 1969, de Manuel Fraga como ministro de Información y Turismo por Alfredo Sánchez Bella de carácter más conservador.
Fue considerado por el Grupo Joly uno de los cien mejores programas de la historia de la televisión en España.

## Equipo
- Pedro Olea — Creador, guionista y director (durante la 1.ª temporada)
- Iván Zulueta — Realizador (durante la 1.ª temporada), guionista y director (durante la 2.ª)
- Judy Stephen — Presentadora
- José María Íñigo — Presentador
- Nacho Artime — Presentador (1.ª temporada)
- José Palau — Presentador